# Peter O'Byrne
Peter O'Byrne (1955) es un botánico y explorador indonesio.

## Biografía
Se ha especializado en la taxonomía de la familia de las orquídeas locales; y, ha trabajado extensamente con su colega Jaap J. Vermeulen (1955); desarrollando actividades académicas en la National Parks Board de Singapur.

## Algunas publicaciones
- peter O'Byrne, jaap Vermeulen. 2006. Two Cheirostylis species and a new Dipodium. Malayan Orchid Review, 40, 91-94

- ------------------. 2005. A Guide to the Wild Orchids of Singapore. Ed. Draco Pub. 10 pp.

### Libros
- jaap jan Vermeulen, peter O'Byrne. 2011. Bulbophyllum of Sulawesi. Ed. Natural History Public. (Borneo), 247 pp. 168 f. color, 238 b/n, 13 cartas color ISBN 9838121371, ISBN 9789838121378
- La abreviatura «P.O'Byrne» se emplea para indicar a Peter O'Byrne como autoridad en la descripción y clasificación científica de los vegetales.[3]